# اوغول‌دره
اوغول‌دره (ترکی آذربایجانی: Oğuldərə) یک منطقهٔ مسکونی در جمهوری آرتساخ است که در استان کاشاتاق واقع شده‌است.